# Europawahl in der Republik Zypern 2014
Die Europawahl in der Republik Zypern 2014 fand am 25. Mai 2014 statt. Sie wurde im Rahmen der EU-weit stattfindenden Europawahl 2014 durchgeführt, wobei in der Republik Zypern 6 der 751 Sitze des Europäischen Parlaments vergeben wurden. Die Wahl war die dritte Europawahl in Zypern seit dem Beitritt zur Europäischen Union im Mai 2004.

## Parteien
| Partei                                                                | Name                                                      | Europa- partei  | Scheidendes Parlament | Scheidendes Parlament |
| Partei                                                                | Name                                                      | Europa- partei  | Mandate               | EP-Fraktion           |
| --------------------------------------------------------------------- | --------------------------------------------------------- | --------------- | --------------------- | --------------------- |
| Dimokratikos Synagermos (DISY) Evropaiko Komma (Evroko)               | Δημοκρατικός Συναγερμός Ευρωπαϊκό Κόμμα                   | EVP EDP         | 2 –                   | EVP –                 |
| Anorthotiko Komma Ergazomenou Laou (AKEL)                             | Ανορθωτικό Κόμμα Εργαζόμενου Λαού                         | EL (Beobachter) | 2                     | GUE/NGL               |
| Dimokratiko Komma (DIKO)                                              | Δημοκρατικό Κόμμα                                         | –               | 1                     | S&D                   |
| Kinima Sosialdimokraton (EDEK) Kinima Ikologon Perivallontiston (KOP) | Κίνημα Σοσιαλδημοκρατών Κίνημα Οικολόγων Περιβαλλοντιστών | SPE EGP         | 1 –                   | S&D –                 |
| Symmachia Politon                                                     | Συμμαχία Πολιτών                                          | –               | –                     | –                     |
| Minuna Elpidas                                                        | Μήνυμα Ελπίδας                                            | –               | –                     | –                     |
| Ethniko Laiko Metopo                                                  | Εθνικό Λαϊκό Μέτωπο                                       | –               | –                     | –                     |
| Komma gia ta Zoa Kyprou                                               | Κόμμα για τα Ζώα Κύπρου                                   | Euro Animal 7   | –                     | –                     |
| Dikoinotiki Rizospastiki Aristeri Synergasia                          | Δικοινοτική Ριζοσπαστική Αριστερή Συνεργασία              | –               | –                     | –                     |
| Sosialistiko Komma Kyprou                                             | Σοσιαλιστικό Κόμμα Κύπρου                                 | –               | –                     | –                     |
|                                                                       |                                                           |                 |                       |                       |
| Quelle: Scheidendes Parlament (2014), Mandate                         |                                                           |                 |                       |                       |

Unabhängige Kandidaten:
- Şener Levent
- Erkin Ahmet Salih
- Andreas Evstratiou
- Michalis Minas
- Loucas Stavrou
- Andreas Ioannou
- Thedoulos Theodoulou
- Andreas Christoforou
- Costas Kyriakou

## Ergebnis
| Listen            | Listen                                                                  | Stimmen | %    | +/-    | Mandate | +/- |
| ----------------- | ----------------------------------------------------------------------- | ------- | ---- | ------ | ------- | --- |
|                   | Dimokratikos Synagermos – Evropaiko Komma (DISY – Evroko)               | 97.732  | 37,7 | –2,0 a | 2       | ±0  |
|                   | Anorthotiko Komma Ergazomenou Laou (AKEL)                               | 69.852  | 27,0 | –7,9   | 2       | ±0  |
|                   | Dimokratiko Komma (DIKO)                                                | 28.044  | 10,8 | 1,5    | 1       | ±0  |
|                   | Kinima Sosialdimokraton – Kinima Ikologon Perivallontiston (EDEK – KOP) | 19.894  | 7,7  | –3,7 b | 1       | ±0  |
|                   | Symmachia Politon (SYPOL)                                               | 17.549  | 6,8  | Neu    | –       | Neu |
|                   | Minuna Elpidas                                                          | 9.907   | 3,8  | Neu    | –       | Neu |
|                   | Ethniko Laiko Metopo (ELAM)                                             | 6.957   | 2,7  | +2,5   | –       | ±0  |
|                   | Komma gia ta Zoa Kyprou                                                 | 2.288   | 0,9  | Neu    | –       | Neu |
|                   | Dikoinotiki Rizospastiki Aristeri Synergasia (Drasy)                    | 2.220   | 0,9  | Neu    | –       | Neu |
|                   | Sosialistiko Komma Kyprou                                               | 278     | 0,1  | Neu    | –       | Neu |
|                   | Unabhängige                                                             | 4.193   | 1,6  | +0,5   | –       | ±0  |
| Gesamt            | Gesamt                                                                  | 258.914 | 100  |        | 6       | –   |
|                   |                                                                         |         |      |        |         |     |
| Ungültige Stimmen | Ungültige Stimmen                                                       | 7.977   | 3,0  | +1,0   |         |     |
| Wähler            | Wähler                                                                  | 266.891 | 44,0 | –15,4  |         |     |
| Wahlberechtigte   | Wahlberechtigte                                                         | 606.916 |      |        |         |     |
|                   |                                                                         |         |      |        |         |     |
| Quelle: MOI       |                                                                         |         |      |        |         |     |

## Fraktionen im Europäischen Parlament
| Partei                         | Partei                             | Mandate | Fraktion |
| ------------------------------ | ---------------------------------- | ------- | -------- |
|                                | Dimokratikos Synagermos            | 2 / 6   | EVP      |
|                                | Anorthotiko Komma Ergazomenou Laou | 2 / 6   | GUE/NGL  |
|                                | Dimokratiko Komma                  | 1 / 6   | S&D      |
|                                | Kinima Sosialdimokraton            | 1 / 6   | S&D      |
|                                |                                    |         |          |
| Quelle: Europäisches Parlament |                                    |         |          |